# Ferdinand Diehl
Ferdinand Diehl (Unterwössen, 20 maggio 1901 – Gräfelfing, 27 agosto 1992) è stato un regista tedesco di cinema d'animazione.
Insieme ai fratelli Hermann e Paul, girò oltre una trentina di film utilizzando le marionette.

## Filmografia
- Die sieben Raben (1937)